# Rovellasca
Rovellasca – miejscowość i gmina we Włoszech, w regionie Lombardia, w prowincji Como.
Według danych na rok 2004 gminę zamieszkiwało 6275 osób, 2091,7 os./km².